# Cissus diffusa
Cissus diffusa är en vinväxtart som först beskrevs av Friedrich Anton Wilhelm Miquel, och fick sitt nu gällande namn av Amsh.. Cissus diffusa ingår i släktet Cissus och familjen vinväxter. Inga underarter finns listade i Catalogue of Life.